# Chuka jezik
Chuka jezik (ISO 639-3: cuh; suka, gichuka, chuku), nigersko-kongoanski jezik iz Kenije, kojim govori oko 70 000 ljudi (1980 SIL) na jugu distrikta Meru. Podklasificiran je u meru jezike, u širu skupinu Kikuyu-Kamba (E.20). 
Leksički mu je najbliži Embu [ebu], 73%.

## Vanjske poveznice
- Ethnologue (14th)
- Ethnologue (15th)